# Annika Sprink
Annika Marie Sprink (* 20. Oktober 1995 in Neuss) ist eine deutsche Hockey-Nationalspielerin. 

## Leben
Annika Sprink debütierte im Juni 2013 in der deutschen Jugend-Nationalmannschaft. Bei der U18-Europameisterschaft 2013 belegte sie mit der deutschen Mannschaft den zweiten Platz. Am 6. Mai 2015 absolvierte sie ihr erstes Spiel in der A-Nationalmannschaft. Insgesamt bestritt sie bislang 24 Länderspiele. Bei den Olympischen Spielen 2016 in Rio de Janeiro verletzte sie sich im Halbfinale gegen die Niederlande schwer und konnte nach ihrem Kreuzbandriss nicht im Spiel um den dritten Platz mitwirken, war jedoch als Zuschauerin dabei und nahm auch an der Siegerehrung teil.
Sie erhielt – wie ihre Mannschaftskameradinnen – am 1. November 2016 das Silberne Lorbeerblatt.
Annika Sprink spielt wie Selin Oruz und Lisa Marie Schütze für den Düsseldorfer HC, 2015 gewann sie mit den Düsseldorferinnen die Deutsche Meisterschaft im Hallenhockey. 
Ihre Mutter Elke war ebenfalls Hockey-Nationalspielerin und Olympiateilnehmerin 1984.

## Soziales Engagement
Im Rahmen des Forschungswettbewerbes Jugend forscht betreut Sprink im Auftrag der Bayer AG die Jungforscher.